# Perseus Books Group
Perseus Books Group — американский издательский дом, основанный в 1996 году в Нью-Йорке инвестором Фрэнком Пёрлом.
В январе 2007, Perseus Book Group купил Avalon Publishing Group — владельца объединения Carroll & Graf и издательства Thunder’s Mouth Press, в мае 2007 года эти импринты были закрыты и издательство книг с использованием этих брендов было прекращено.
В 2007 году издание Publishers Weekly присудило Perseus Books Group титул «Издательство года» за объединение импринтов, ранее принадлежавших Publishers Group West и приобретение Avalon Publishing Group.

## Импринты
Perseus Books Group являлся владельцем 12 импринтов.

### Действующие
- Avalon Travel
- Basic Books
- Basic Civitas
- Beast Books
- Nation Books
- Running Press
- Public Affairs
- Seal Press
- Weinstein Books
- Vanguard Press

### Бывшие

#### Da Capo Press
Издательство Da Capo Press было основано в Нью-Йорке в 1964 году. В 1999 году оно вошло в состав Perseus Books Group, а в апреле 2016 — в состав Ашетт. В 2018 году издательская марка прекратила существование, войдя в состав Hachette Books.

#### Westview Press
Научное издательства гуманитарной литературы, ныне входящее в состав научно-издательской группы Taylor & Francis.